# Borgo metropolitano di Bolton
Bolton è un borgo metropolitano della Grande Manchester, Inghilterra, Regno Unito, con sede nella località omonima. Nel suo territorio è situato il Queen's Park.

## Storia
Il distretto fu creato con il Local Government Act 1972, il 1º aprile 1974 dalla fusione del precedente county borough di Bolton con i distretti urbani di Farnworth, Horwich, Westhoughton, Blackrod, Kearsley, Little Lever e parte di quello di Turton (villaggi di Bradshaw, Bromley Cross, Dunscar, Egerton e Harwood).

## Parrocchie civili
Le uniche parrocchie civili del distretto sono:
- Blackrod
- Horwich
- Westhoughton